# Bear Glacier Park
Bear Glacier Park är en park i Kanada.   Den ligger i provinsen British Columbia, i den centrala delen av landet, 3 900 km väster om huvudstaden Ottawa. Bear Glacier Park ligger 450 meter över havet. Den ligger vid sjön Strohn Lake.
Terrängen runt Bear Glacier Park är varierad. Bear Glacier Park ligger nere i en dal. Trakten runt Bear Glacier Park är nära nog obefolkad, med mindre än två invånare per kvadratkilometer.. Det finns inga samhällen i närheten.
Trakten runt Bear Glacier Park är permanent täckt av is och snö.